# Сейан (Верхняя Гаронна)
Сейа́н (фр. Seilhan, окс. Selhan) — коммуна во Франции, находится в регионе Юг — Пиренеи. Департамент — Верхняя Гаронна. Входит в состав кантона Барбазан. Округ коммуны — Сен-Годенс.
Код INSEE коммуны — 31542.

## География

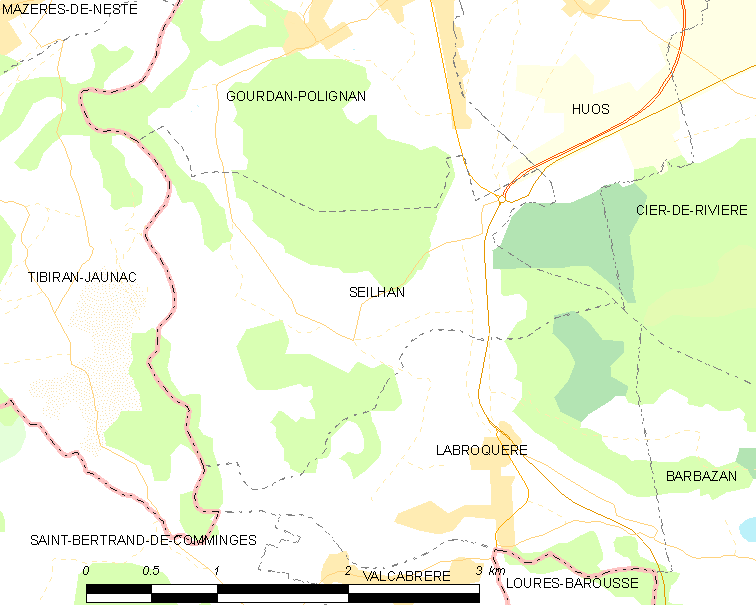
Карта коммуны

Коммуна расположена приблизительно в 660 км к югу от Парижа, в 95 км к юго-западу от Тулузы.
На западе коммуны протекает река Гаронна.

## Климат
Климат умеренно-океанический. Зима мягкая и снежная, весна характеризуется сильными дождями и грозами, лето сухое и жаркое, осень солнечная. Преобладают сильные юго-восточные и северо-западные ветры.

## Население
Население коммуны на 2010 год составляло 201 человек.
| 1962 | 1968 | 1975 | 1982 | 1990 | 1999 | 2010 |
| ---- | ---- | ---- | ---- | ---- | ---- | ---- |
| 210  | 202  | 194  | 182  | 188  | 187  | 201  |

## Администрация
| Период | Период | Фамилия       | Партия | Примечания |
| ------ | ------ | ------------- | ------ | ---------- |
| 2001   | 2008   | Тьерри Санту  |        |            |
| 2008   | 2014   | Пьер-Луи Дель |        |            |
| 2014   | 2020   | Дениз Виньо   |        |            |

## Экономика
В 2010 году среди 109 человек трудоспособного возраста (15—64 лет) 84 были экономически активными, 25 — неактивными (показатель активности — 77,1 %, в 1999 году было 68,6 %). Из 84 активных жителей работали 68 человек (31 мужчина и 37 женщин), безработных было 16 (7 мужчин и 9 женщин). Среди 25 неактивных 5 человек были учениками или студентами, 15 — пенсионерами, 5 были неактивными по другим причинам.